# Kerki (Turkménistan)
Ne doit pas être confondu avec Karki (Azerbaïdjan).
Kerki (en russe : Керки), autrefois appelée Atamyrat (en russe : Атамурат), est une ville de la province de Lebap, à l'est du Turkménistan.

## Géographie
Kerki est située près de la frontière avec l'Afghanistan et l'Ouzbékistan dans la province de Lebap, province au nord-est du Turkménistan. Le fleuve Amou-Daria passe à l'Est et au Nord de la ville. Elle est voisine de Kerki-Aryk et de Kerkiçi.

## Toponymie
Dans l'Antiquité, la ville était appelée Zamm. Son nom actuel, Kerki, est une prononciation adaptée au turc du nom persan original Karkuh (کرکوه) signifiant « Montagne sourde ». Elle fut rebaptisée Atamyrat en 1999 par le président turkmène Saparmyrat Nyýazow en l'honneur de son père Atamyrat Nyýazow (en), qui avait travaillé ici comme enseignant avant d'être tué dans la Seconde Guerre mondiale. Elle reprit son nom en 2017.

## Transports
La ville dispose d'un aéroport nommé l'aéroport de Kerki situé à 3 kilomètres du centre-ville. En août 2012, la compagnie nationale d'État Turkmenistan Airlines a annoncé un appel d'offres international pour concevoir et construire un nouveau complexe d'une capacité de 100 passagers par heure. En février 2013, un pont routier reliant la ville au village de Kerkichi a été mis en service.
En 1999, la ligne de chemin de fer de Türkmenabat à Atamyrat est achevée, reliant Atamyrat au réseau ferroviaire turkmène sans avoir à faire un détour vers l'Ouzbékistan ce qui facilite les voyages touristiques ou professionnels notamment car l'accessibilité d'un visa en Ouzbékistan n'est pas facile pour tous. À la fin de 2016, une ligne de chemin de fer est construite au sud à Imamnazar à la frontière avec l'Afghanistan et plus loin à Aqina, faisant d'Atamyrat en arrêt intermédiaire ferroviaire.
Le pont Kerki-Kerkiçi, situé au nord-est de Kerki et long de 1 414 mètres, traverse le fleuve Amou-Daria pour rejoindre le village de Kerkiçi.